# Ekstraliga czeska w rugby (2005/2006)
Ekstraliga czeska w rugby (2005/2006) (od nazwy głównego sponsora KB Extraliga) – czternasta edycja najwyższej klasy rozgrywkowej w rugby union w Czechach. Zawody odbywały się w dniach 3 września 2005 – 1 lipca 2006. Tytułu broniła drużyna RC Říčany.
W sezonie tym nastąpiła reforma rozgrywek. Druga faza rozgrywek w obu połowach tabeli była rozgrywana systemem pucharowym w formie dwumeczu. Odstąpiono zatem od zasady do dwóch wygranych w przypadku play-off oraz od gry systemem kołowym w grupie walczącej o utrzymanie.
W rozgrywkach trzeci raz z rzędu triumfowała drużyna RC Říčany w powtórce finału z poprzedniego roku pokonując zespół RC Tatra Smíchov. Do I ligi natomiast spadły TJ Praga i RC Brno Bystrc.

## System rozgrywek
Rozgrywki ligowe prowadzone były w pierwszej fazie systemem kołowym według modelu dwurundowego w okresie jesień-wiosna. Druga faza rozgrywek obejmowała dwumecze systemem pucharowym: czołowe cztery drużyny rozegrały spotkania o mistrzostwo kraju (play-off), natomiast zespoły z dolnej połowy tabeli o utrzymanie w najwyższej klasie rozgrywkowej (play-out).
Zwycięzcy półfinałów play-off zmierzyli się w meczach o mistrzostwo kraju, przegrani zaś o brązowy medal.
Zwycięzcy półfinałów play-out zagrali ze sobą o piąte miejsce w rozgrywkach, natomiast przegrani z tych pojedynków w barażach o utrzymanie w Ekstralidze z dwoma najlepszymi zespołami I ligi tego sezonu.
Drugie spotkanie w ramach tych dwumeczów odbywało się na stadionie drużyny sklasyfikowanej wyżej po fazie grupowej.

## Play-off
|  | Półfinały | Półfinały        | Półfinały |  |  | Finał             | Finał             | Finał             |
|  |           |                  |           |  |  |                   |                   |                   |
|  | 1         | RC Říčany        | 31 45     |  |  |                   |                   |                   |
|  | 4         | JIMI RC Vyškov   | 3         |  |  |                   |                   |                   |
|  |           |                  |           |  |  |                   | RC Říčany         | 7 12              |
|  |           |                  |           |  |  |                   | RC Tatra Smíchov  | 10 6              |
|  | 2         | RC Sparta Praga  | 14 16     |  |  |                   |                   |                   |
|  | 3         | RC Tatra Smíchov | 13 23     |  |  | Mecz o 3. miejsce | Mecz o 3. miejsce | Mecz o 3. miejsce |
|  |           |                  |           |  |  |                   |                   |                   |
|  |           |                  |           |  |  |                   | JIMI RC Vyškov    | 8 10              |
|  |           |                  |           |  |  |                   | RC Sparta Praga   | 25 26             |

## Play-out
|  |          |                |                |                |    |                   |                   |                   |
|  | Play-out | Play-out       | Play-out       |                |    | Mecz o 5. miejsce | Mecz o 5. miejsce | Mecz o 5. miejsce |
|  | Play-out | Play-out       | Play-out       |                |    | Mecz o 5. miejsce | Mecz o 5. miejsce | Mecz o 5. miejsce |
|  |          |                |                |                |    |                   |                   |                   |
|  |          |                |                |                |    |                   |                   |                   |
|  | 5        | RC Havířov     | 54 42          |                |    |                   |                   |                   |
|  | 5        | RC Havířov     | 54 42          |                |    |                   |                   |                   |
|  | 8        | RC Brno Bystrc | 5 0            |                |    |                   |                   |                   |
|  | 8        | RC Brno Bystrc | 5 0            |                |    | RC Havířov        | RC Havířov        | 30                |
|  |          |                |                |                |    | RC Havířov        | RC Havířov        | 30                |
|  |          |                | RC Dragon Brno | RC Dragon Brno | 10 |                   |                   |                   |
|  | 6        | RC Dragon Brno | RC Dragon Brno | RC Dragon Brno | 10 | 15 9              |                   |                   |
|  | 6        | RC Dragon Brno |                |                |    |                   |                   |                   |
|  | 7        | TJ Praga       | 14 6           |                |    |                   |                   |                   |
|  | 7        | TJ Praga       | 14 6           |                |    |                   |                   |                   |
|  |          |                |                |                |    |                   |                   |                   |

## Baraże
|  | Baraż 1         |       |
|  |                 |       |
|  | TJ Praga        | 3 6   |
|  | RC Slavia Praga | 17 15 |

|  | Baraż 2        |       |
|  |                |       |
|  | RC Brno Bystrc | 7 10  |
|  | RK Petrovice   | 13 12 |